# Andor (serial telewizyjny)

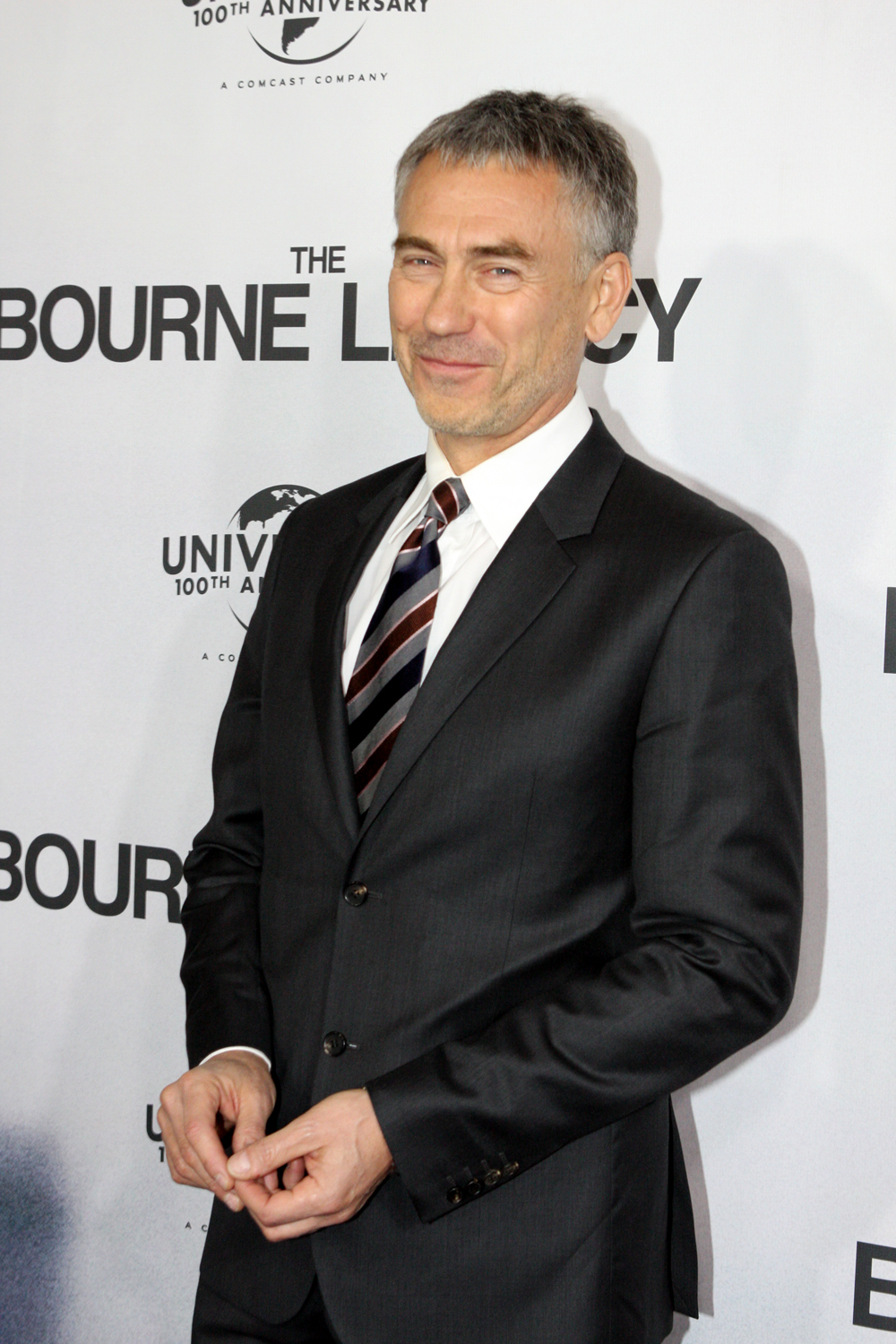
Tony Gilroy – twórca serialu

Andor – amerykański serial telewizyjny, osadzony w świecie Gwiezdnych wojen, tworzony przez Tony’ego Gilroya. Za scenariusz odpowiada Gilroy wraz ze swoim bratem, Danem oraz Beau Willimonem i Stephenem Schiffem. Jest to prequel filmu Łotr 1. Gwiezdne wojny – historie z 2016 roku, opowiadający o przygodach Cassiana Andora przed wydarzeniami z filmu.
W głównej roli wrócił Diego Luna, który odgrywał ją w filmie Łotr 1. Gwiezdne wojny – historie. Jest on także producentem wykonawczym. W rolach głównych występują też Stellan Skarsgård, Forest Whitaker, Adria Arjona, Fiona Shaw, Denise Gough, Kyle Soller i Genevieve O’Reilly.
Serial zadebiutował 21 września 2022 roku na platformie Disney+ i składa się z 12 odcinków. Drugi, również dwunastoodcinkowy, sezon nadawano od 22 kwietnia 2025.

## Fabuła
Akcja pierwszej serii dzieje się 5 lat przed wydarzeniami z Łotr 1. Opowiada o tym jak Cassian Andor stał się szpiegiem rozwijającej się Rebelii. Druga seria zaczyna się rok później, a kończy na krótko przed akcją filmu.

## Obsada
- Diego Luna jako Cassian Andor[1], który w trakcie akcji serialu zmienia się z cynicznego złodzieja w bohatera Rebelii
- Genevieve O’Reilly jako Mon Mothma[2], senator z Chandrilli, zapewniająca finansowanie Rebelii
- Stellan Skarsgård jako Luthen Rael[3][2][4], szef wywiadu Rebelii
- Adria Arjona jako Bix Caleen[5][4], przyjaciółka Andora
- Fiona Shaw jako Maarva Andor[6][4], przybrana matka Cassiana
- Denise Gough jako Dedra Meero[2][4], oficer Imperialnego Biura Bezpieczeństwa
- Kyle Soller jako Syril Karn[2][4], inspektor, który chce złapać Andora
- Forest Whitaker jako Saw Gerrera[7], radykał dowodzący jedną z grup rebeliantów
- Faye Marsay jako Vel Sartha[4], kuzynka Mothmy, pracująca dla Luthena
- Varada Sethu jako Cinta Kaz[4], agentka Luthena
- Elizabeth Dulau jako Kleya Marki, asystentka Raela
- Ben Mendelsohn jako Orson Krennic (seria 2)[4]
- Alan Tudyk jako K-2SO (seria 2)[4]
- Benjamin Bratt jako Bail Organa (seria 2)

Ponadto Anton Lesser zagrał majora Partagaza, szefa Dedry, a w pozostałych rolach pojawili się m.in.: Robert Emms, David Hayman, Alex Ferns i Clemens Schick.

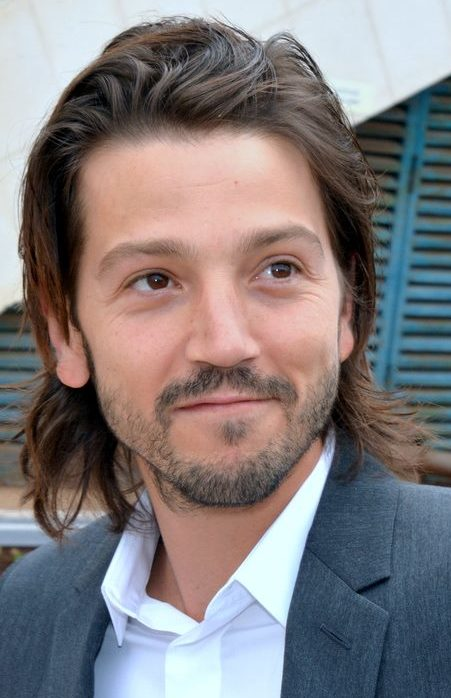
Diego Luna
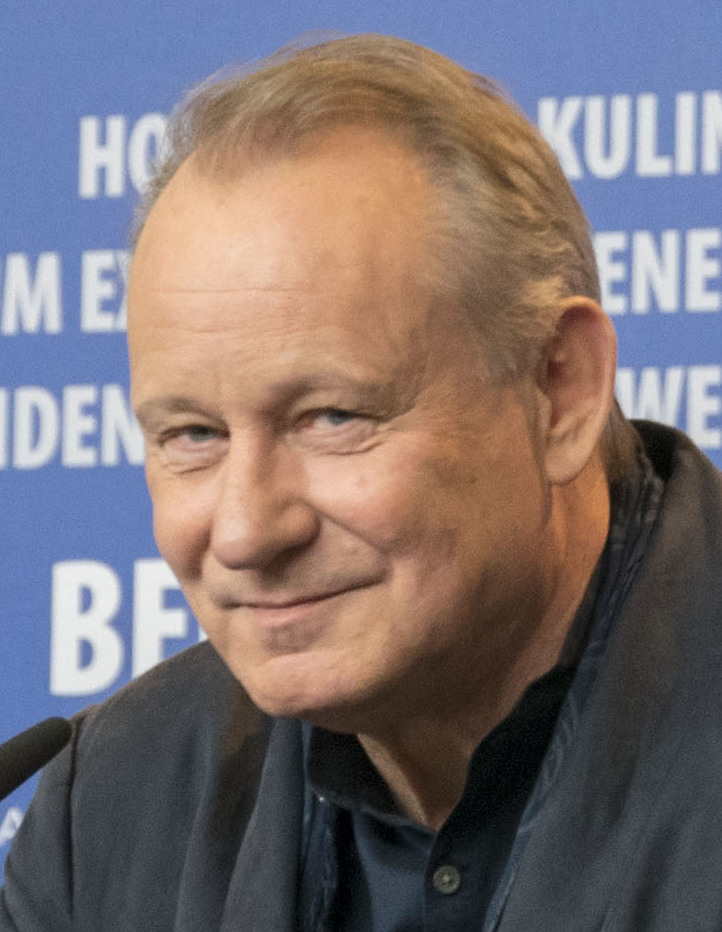
Stellan Skarsgård
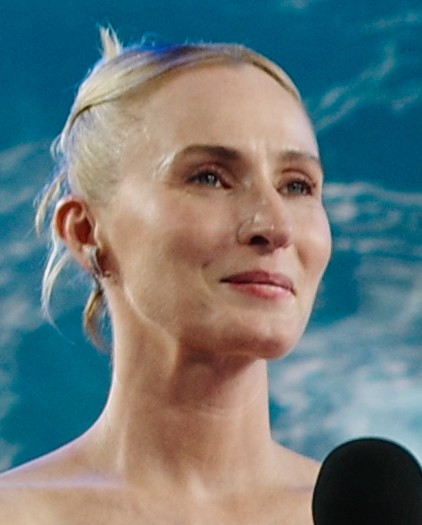
Genevieve O’Reilly
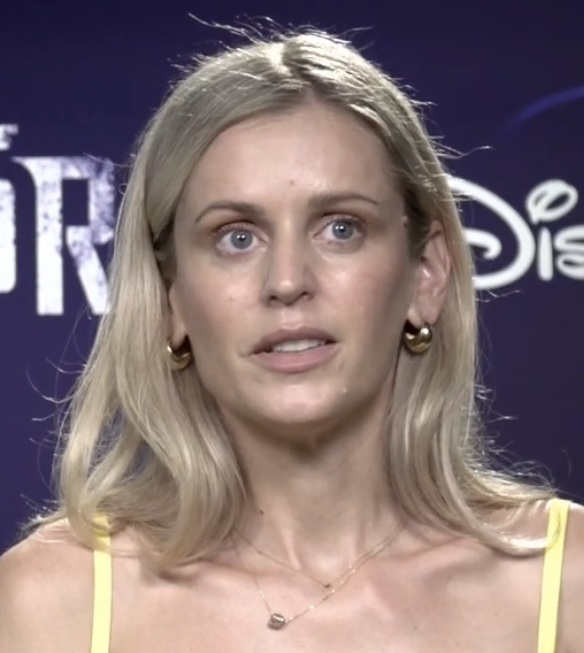
Denise Gough
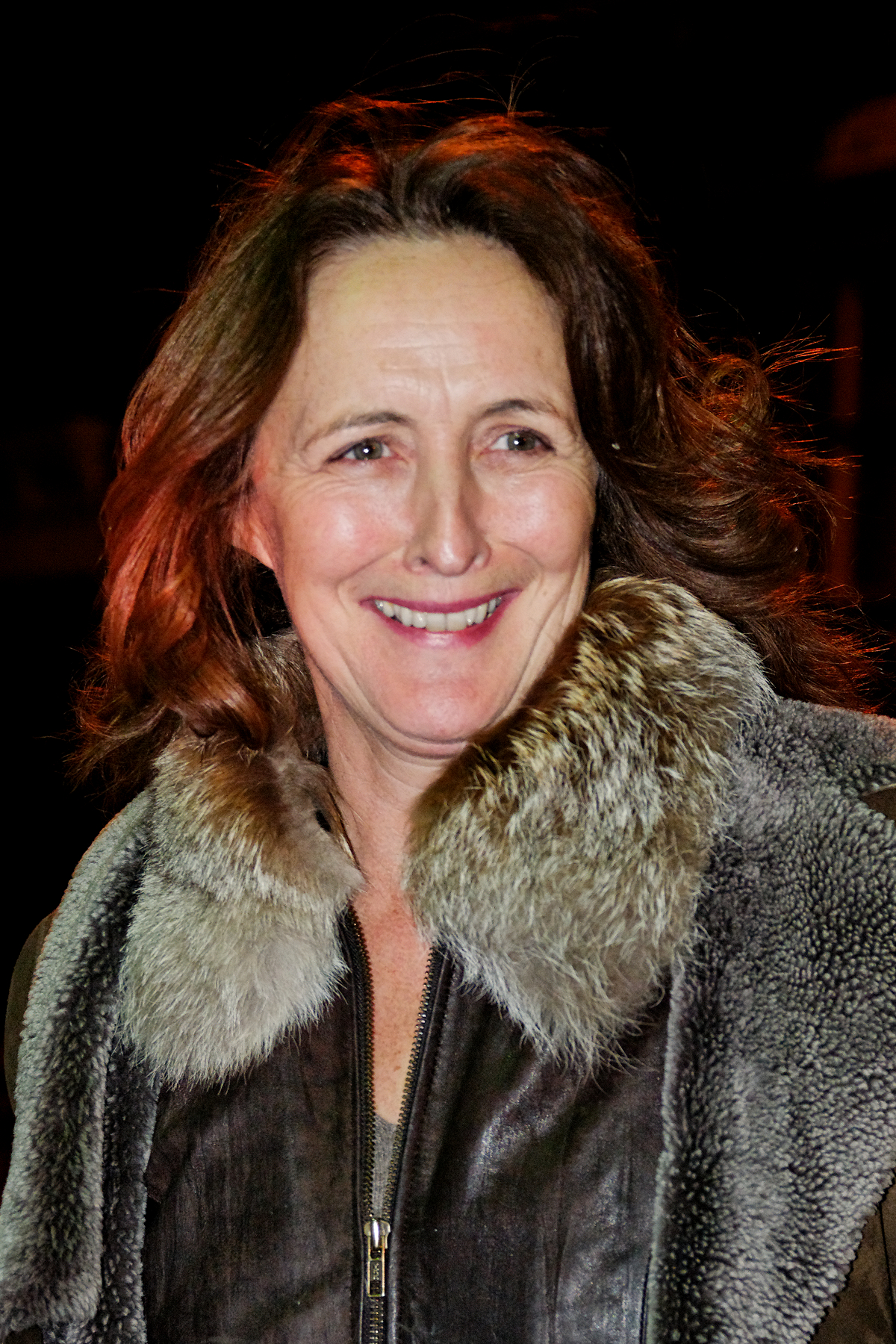
Fiona Shaw
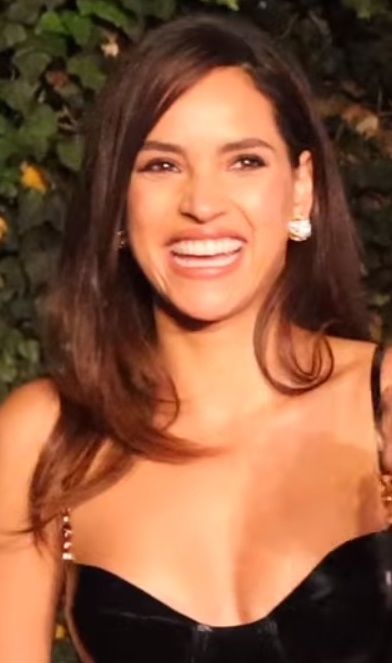
Adria Arjona
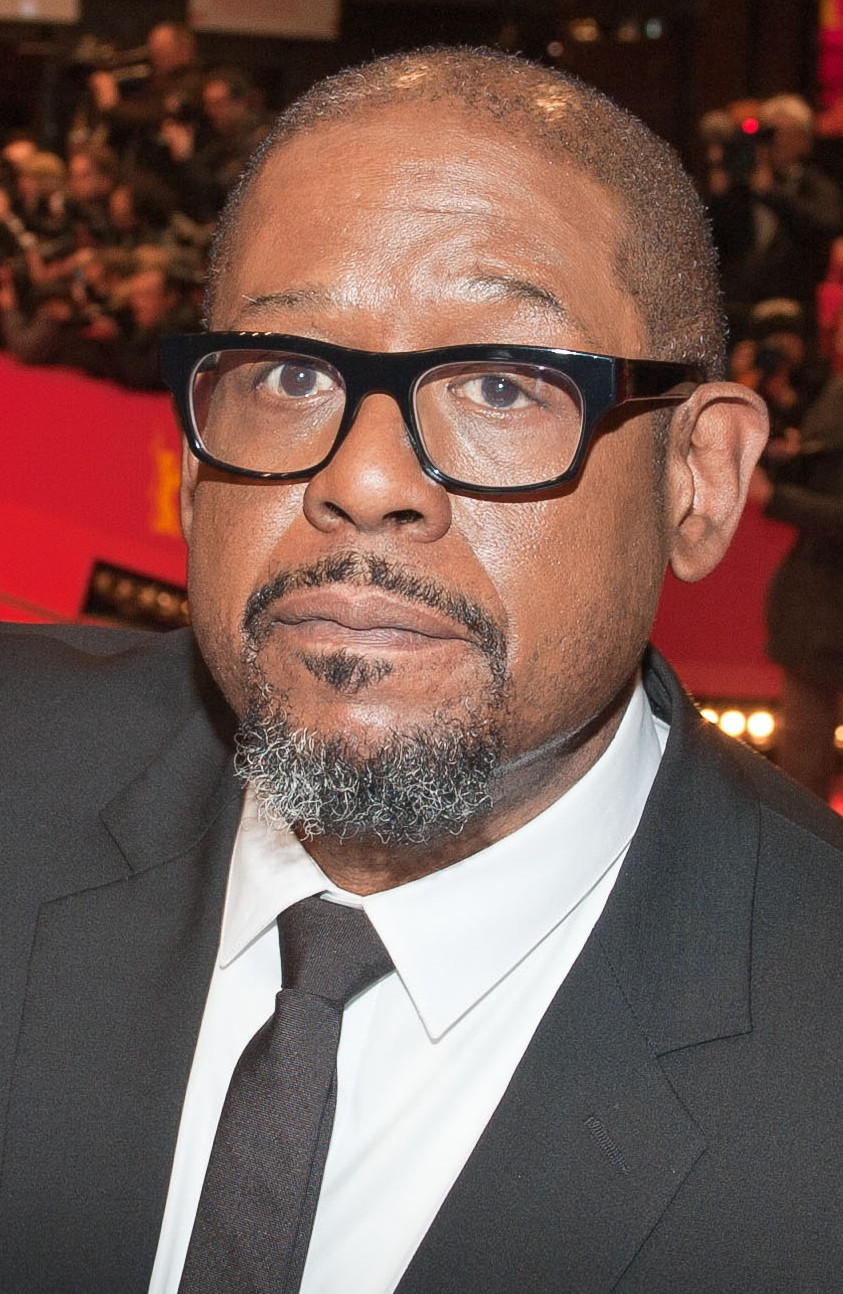
Forest Whitaker

## Produkcja

### Rozwój projektu
W listopadzie 2017 ogłoszono, że opracowywane są seriale z serii Gwiezdne wojny. W 2018 ujawniono, że jednym z nich jest prequel do filmu Łotr 1. Gwiezdne wojny – historie i potwierdzono, że Diego Luna powtórzy swoją rolę. Prace nad produkcją miały rozpocząć się w 2019 roku po tym, jak Luna zakończył kręcenie drugiego sezonu Narcos: Meksyk.
W listopadzie 2018 ogłoszono, że głównym producentem serialu będzie Stephen Schiff. W lipcu 2019 ujawniono, że Rick Famuyiwa prowadzi rozmowy w sprawie wyreżyserowania kilka odcinków serialu. W październiku tego samego roku ogłoszono, że Tony Gilroy będzie pracował nad serialem. W kwietniu 2020 roku Gilroy zastąpił Schiffa jako główny producent. Na początku 2020 rozpoczęły się prace nad serialem, jednak po sześciu tygodniach zostały wstrzymane i przesunięte z powodu pandemii COVID-19. Przedprodukcja rozpoczęła się ponownie we wrześniu tego samego roku, a rozpoczęcie zdjęć zaplanowano na październik. Z powodu tego, że Gilroy, mieszka w Nowym Jorku i zdecydował się nie podróżować do Wielkiej Brytanii, do wyreżyserowania pierwszych trzech odcinków zatrudniono brytyjskiego reżysera Toby’ego Haynesa.
Kathleen Kennedy podczas Disney’s Investor Day 2020 ogłosiła, że tytuł serialu to Andor oraz że premiera zaplanowana jest na 2022 rok. Ujawniono też, że producentem wykonawczym będzie Diego Luna, a serial składać się będzie z 12 odcinków. W lutym 2021 roku ujawniono, że Ben Caron i Susanna White wyreżyserują kilka odcinków serialu.
Oprócz Gilroya i Schiffa, scenarzyści serialu to Beau Willimon i brat Gilroya, Dan.
Podczas Star Wars Celebration 2022 Lucasfilm potwierdził, że powstanie drugi sezon serialu, stanowiący preludium wydarzeń z filmu Łotr 1. Gwiezdne wojny – historie.

### Casting
W listopadzie 2018, wraz z zapowiedzią serialu, potwierdzono, że Diego Luna ponownie wcieli się w rolę Cassiana Andora. W kwietniu 2019 ujawniono, że Alan Tudyk również powtórzy swoją rolę z Łotr 1. Rok później, do obsady dołączyli Stellan Skarsgård, Kyle Soller, Genevieve O’Reilly i Denise Gough. O’Reilly ponownie wcieli się w rolę Mon Mothmy z poprzednich filmów z serii. Adria Arjona dołączyła do obsady w sierpniu 2020. W grudniu ogłoszono, że Fiona Shaw również pojawi się w serialu, a Tudyk nie znalazł się na oficjalnej liście obsady. Miesiąc później Tudyk potwierdził, że nie będzie już pojawiał się w pierwszym sezonie serialu z powodu planów Gilroya na opowiadaną w nim historię, ale nie wykluczył pojawienia się w przyszłych sezonach. Dodatkowo, w serialu wystąpi ponad 6000 statystów. Na początku czerwca 2021 ujawniono, że Robert Emms pojawi się w serialu. W tym samym miesiącu Skarsgård powiedział w wywiadzie, że nakręcił sceny z Forestem Whitakerem, potwierdzając tym samym jego powrót do roli Sawa Gerrery.

### Zdjęcia i postprodukcja
Zdjęcia do serialu rozpoczęły się w Londynie pod koniec listopada 2020. Według wcześniejszych doniesień, zdjęcia do serialu trwały już w 2019 roku, a później w czerwcu 2020, jednak zostały opóźnione z powodu pandemii COVID-19. Zdjęcia miały się zakończyć w połowie 2021 roku.
Pod koniec stycznia 2021 roku, na terenie dawnego kamieniołomu w Little Marlow w Buckinghamshire, niedaleko Pinewood Studios, zbudowano dużą wioskę na potrzeby serialu. Prace na planie miały się tam odbywać do kwietnia. W kwietniu kręcono również w rafinerii Coryton w Corringham. Kilkudniowe zdjęcia miały też miejsce w Cleveleys na wybrzeżu Fylde w hrabstwie Lancashire na początku maja, a następnie kilka dni w nieczynnym kamieniołomie Winspit w Dorset. Plan głównej lokalizacji serialu osadzony jest w Black Park, wiejskim parku w Buckinghamshire w pobliżu Pinewood Studios. Miejsce to było również wykorzystywane do kręcenia filmów o Gwiezdnych wojnach. Pod koniec maja ekipa przeniosła się do Glen Tilt w Perthshire w Szkocji i miała tam przebywać do końca czerwca. 27 września Luna ogłosił, że zdjęcia zostały zakończone.
Luke Hull, który jest scenografem serialu, w materiałach produkcyjnych określił go jako „bardzo kinowy”. Neal Scanlan odpowiada za efekty stworów i droidów. Wcześniej zrobił to samo dla wszystkich filmów Disneya o Gwiezdnych Wojnach. Powiedział, że serial jest traktowany na równi z filmami i wyraził duże podobieństwo do filmu Łotr 1. Scanlan dodał, że stworzenia i postaci, które w innych filmach serii ostatecznie się nie pojawiły lub pojawiły się tylko na krótko, mogą zostać przywrócone do serii z rozbudowaną historią.

## Marketing
Podczas Disney's Investor Day 2020, kiedy Kathleen Kennedy oficjalnie ogłosiła tytuł i obsadę serialu, pokazane zostały materiały z przedprodukcji i kręcenia. 1 sierpnia 2022 zadebiutował pierwszy zwiastun produkcji.

## Wydanie
Pierwsze trzy odcinki serialu zadebiutowały 21 września 2022 roku, a kolejne dziewięć wydawano co tydzień. Pierwotnie premiera zaplanowana była na 2021 rok, a następnie na 31 sierpnia 2022.

## Odbiór
W agregatorze recenzji Rotten Tomatoes ogólny wynik pierwszego sezonu wyniósł 96%, a liczba zebranych recenzji to 609. Z kolei w agregatorze Metacritic, średnia ważona ocen z 31 recenzji tego sezonu wyniosła 74 punkty na 100.
Ogólny wynik drugiego sezonu wyniósł w Rotten Tomatoes 97%, a liczba zebranych recenzji to 121. W Metacritiku średnia ocen z 30 recenzji tego sezonu wyniosła 92 punkty na 100.